# Arthur Saint-Léon
Charles-Victor-Arthur-Michel Saint-Léon (Parigi, 17 settembre 1815 – Parigi, 2 settembre 1870) è stato un ballerino e coreografo francese.
Famoso per aver creato la coreografia e il libretto del balletto Coppélia.

## Biografia
Saint-Léon fu incoraggiato a studiare musica e danza dal padre che era a sua volta un danzatore dell'Opéra di Parigi. Saint-Léon studiò violino con Joseph Mayseder e Nicolò Paganini. A Saint-Léon infatti appartenne un violino di Guarneri del Gesù, detto “violon du diable”, probabilmente acquistato su consiglio di Paganini stesso (in quanto da esso citato in una lettera in cui paragonava il Guarneri d’Egville al violon du diable stesso). Allo stesso tempo studiava danza e si esibiva sia in veste di violinista che in veste di danzatore.
A 17 anni debuttò come primo ballerino di demi-charactère al Théâtre de la Monnaie di Bruxelles. Iniziò varie tournée in Europa (Anversa, Vienna, Torino, Milano e Londra) raccogliendo molti consensi. Specialmente si fece apprezzare dal pubblico londinese (non molto amante, in quel periodo, di vedere figure maschili sul palcoscenico) per i tours vorticosi e la forza dei salti. Riusciva a strappare applausi per la sua danza in ogni teatro si esibisse, una cosa non proprio comune in un periodo in cui la danza maschile era in pieno decadimento e le esibizioni dei maschi erano considerate con disprezzo.
A Vienna Saint-Léon ebbe l'opportunità di danzare con Fanny Cerrito per la prima volta e da lì la coppia si esibì molte volte insieme. Alla fine diventarono coppia sulla scena e fuori. Per la Cerrito, Saint-Léon coreografò un balletto che ebbe molto successo a Londra La Vivandière che li portò in tournée per l'Europa. Nel 1845 Cerrito e Saint-Léon si sposarono a Parigi.
Saint-Léon creò tre nuovi balletti per il Teatro La Fenice di Venezia e altri per l'Opéra di Parigi. 
Divenne insegnante per la classe di perfezionamento all'Opéra dove aveva l'incarico di coreografare i divertissements delle maggior produzioni ballettistiche. Si separò dalla moglie nel 1851 e quando lei venne chiamata a danzare per l'Opéra, Saint-Léon si ritirò dall'incarico.
Dopo varie peregrinazioni per l'Europa, tra le quali vi è anche una permanenza di tre anni al Teatro San Carlos di Lisbona, fu chiamato a succedere a Jules Perrot come coreografo al Teatro Imperiale di San Pietroburgo, Russia, nel periodo 1859-1869.
Sebbene abbia coreografato molti balletti, l'unico arrivato a noi nella sua interezza è Coppélia (1870) ed è senz'altro il suo balletto più riuscito. Ebbe un immediato successo all'epoca in cui venne presentato.
Saint-Léon è famoso anche per aver inventato un metodo di notazione del balletto descritto nel trattato: La Sténochoréographie, ou Art d'écrire promptement la danse, pubblicato nel 1852. Era il primo metodo di notazione del balletto in cui veniva considerata anche la parte alta del corpo e non solo i piedi.

## Principali coreografie
- 1843 La Vivandière (mus. E. Rolland)
- 1847 Alma, ou la Fille de feu (mus. C. Pugni)
- 1849 Le Violon du Diable (mus. C. Pugni). Qui Saint-Léon appariva nel doppio ruolo di danzatore e violinista.
- 1850 Stella ou Les Contrabandiers (mus. di C. Pugni)
- 1860 Graziella ou La Querelle amoureuse (mus. C. Pugni)
- 1861 La Perle de Seville  (mus. C. Pugni)
- 1864 Fiammetta (mus. C. Pugni)
- 1864 Il cavallino gobbo (Il cavallino gobbo, mus. C. Pugni)
- 1866 La Source (mus. di L. Minkus e L. Delibes)
- 1870 Coppélia (mus. L. Delibes)